# Plan de Zaragoza
Plan de Zaragoza är en ort i Mexiko.   Den ligger i kommunen Mesones Hidalgo och delstaten Oaxaca, i den sydöstra delen av landet, 300 km söder om huvudstaden Mexico City. Plan de Zaragoza ligger 644 meter över havet och antalet invånare är 137.
Terrängen runt Plan de Zaragoza är lite bergig. Runt Plan de Zaragoza är det ganska glesbefolkat, med 27 invånare per kvadratkilometer. Närmaste större samhälle är Putla Villa de Guerrero, 15,9 km nordost om Plan de Zaragoza. Omgivningarna runt Plan de Zaragoza är en mosaik av jordbruksmark och naturlig växtlighet.